# سادة الكون (فلم 2026)
سادة الكون (بالإنجليزية: Masters of the Universe) هو فيلم أبطال خارقين أمريكي قادم مبني على سلسلة ألعاب ماتيل الشهيرة التي تحمل الاسم نفسه. الفيلم من إخراج ترافيس نايت وكتابة كريس بتلر، وتدور أحداثه حول الأمير آدم، الذي يعود إلى كوكبه الأم إيتيرنيا ليتحول إلى البطل الأسطوري "هي-مان" ويخوض معركة لإنقاذ موطنه من تهديد الشرير "سكليتور"، الذي يُجسده جاريد ليتو. يؤدي دور الأمير آدم / هي-مان الممثل نيكولاس جاليتسين، ويشاركه البطولة كل من: كاميلا مينديز، أليسون بري، إدريس إلبا، مورينا باكارين، يوهانس هاكور جوهانسون، ساشير زاماتا، جيمس بوريفوي، وشارلوت رايلي. من المقرر إصدار الفيلم في دور العرض الأمريكية بتاريخ 5 يونيو 2026، من خلال أستديوهات أمازون.

## تمهيد
تدور أحداث الفيلم حول آدم غلين، الفتى البالغ من العمر عشرة أعوام، والذي يهبط على كوكب الأرض —موطن والدته— مما يؤدي إلى فصله عن سيف القوة الذي كان ملكًا لجده الملك غرايسكل. بعد مرور عشرين عامًا، يستعيد آدم سيفه الأسطوري ويتحول إلى البطل الخارق هي-مان، ليحمل عباءة الدفاع عن كوكب إيتيرنيا، ويخوض معركة مصيرية ضد قوى الشر التي يقودها سكليتور.

## طاقم الممثلين
- نيكولاس غاليتزين بدور الأمير آدم جلين / هي-مان: سليل الملك دي فان جرايسكول، والبطل الذي يحمل سيف القوة ويدافع عن كوكب إيتيرنيا.
- كاميلا مينديز بدور تيلا: كابتن الحرس الملكي، ابنة مان-أت-آرمز بالتبني، وتشغل منصب رقيب هي-مان.
- جاريد ليتو بدور كيلدور / سكيليتور: الأخ غير الشقيق للملك راندور، وزعيم المحاربين الأشرار الساعي إلى السيطرة على إيتيرنيا.
- أليسون بري بدور البروفيسور إيفلين باورز / إيفل-لين: ساحرة شريرة ومساعدة سكيليتور، تتنكر في صورة أستاذة جامعية في كلية آدم.
- إدريس إلبا بدور دنكان / مان-آت-آرمز: المخترع، مساعد هي-مان، والأب المتبني لتيلا.
- سام سي. ويلسون بدور كرونيس / تراب جو: خبير أسلحة سايبورغ وعدو لهي-مان.
- هافور يوليوس بيورنسون بدور رجل الماعز: أحد أتباع سكيليتور المخلصين.
- كوجو أتا بدور تري كلوبس: صائد جوائز ومبارز ماهر يعمل لحساب سكيليتور.
- مورينا باكارين بدور الساحرة: الحارسة الروحية لقلعة جرايسكول، والأم البيولوجية لتيلا.
- يوهانس هاوكور يوهانسون بدور مالكولم / فيستو: الأخ الأصغر لدنكان وعم تيلا بالتبني.
- ساشير زاماتا بدور سوزي: صديقة آدم المقربة على الأرض.
- جيمس بوريفوي بدور الملك راندور: الحاكم المشارك لإيتيرنيا، وزوج الملكة مارلينا، ووالد الأمير آدم.
- شارلوت رايلي بدور الملكة مارلينا جلين: رائدة فضاء سابقة من الأرض، والحاكمة المشاركة لإيتيرنيا، ووالدة الأمير آدم.
- جون شيو تشانغ بدور رام مان: مقاتل ضخم البنية يشتهر بقدرته على اختراق الجدران بجسده.

## الإصدار
من المقرر إصدار الفيلم في الولايات المتحدة بتاريخ 5 يونيو 2026، بواسطة استوديوهات أمازون. كان من المقرر في الأصل إصدار الفيلم في دور العرض الأمريكية في 5 مارس 2021 من قبل شركة "سوني بيكتشرز ريليسنغ"، قبل أن يتم تأجيله، حيث تولّى فيلم "أنشارتد" تاريخ الإصدار نفسه لفترة وجيزة.